# Isotomurus balteatus
Isotomurus balteatus is een springstaartensoort uit de familie van de Isotomidae. De wetenschappelijke naam van de soort is voor het eerst geldig gepubliceerd in 1876 door Reuter.